# Ragenfrid
Ragenfrid (Ragenfred, Raganfrid, o Ragamfred) (+ 731) fou majordom de palau de Nèustria i Borgonya del 715, quan va cobrir el buit de poder a Nèustria causat per la mort de Pipí d'Héristal, fins a 718, quan finalment s'establia el control de Carles Martell sobre els regnes Francs.
El seu centre original de poder era el Vexin. Dagobert III el va designar majordom en oposició a Teodebald, net i hereu de Pipí, i la seva àvia i regent Plectruda, però fou ignorat tant per Plectruda com per Carles.
En 716, Ragenfrid i el successor de Dagobert III, Khilperic II, van lluitar al cor de poder dels arnúlfides: el Maas (Mosa) i les Ardennes. Ragenfrid es va aliar amb el vell enemic vell de Dagobert, el duc Radbod de Frísia, i va derrotar el seu rival Carles prop de Colònia, en la qual havia estat assetjant a Plectruda i Teodebald. Ragenfrid i Khilperic es van apoderar del tresor de Plectruda (el tresor d'Austràsia); Teodebald va haver de reunciar a la majordomia i ambdós van haver de reconèixer a Khilperic com a rei.
En aquesta situació, Carles va establir el seu propi rei merovingi, Clotari IV, ja que el successor de Dagobert, Khilperic II, que era un incondicional aliat de Ragenfrid i de l'estat de Nèustria. Ragenfrid i el seu rei, es van aliar amb Eudes I, duc d'Aquitània independent des de 715, però foren derrotats a Amel (francès Amblève) (al nord de Sankt-Vith) en 716, i el març de 717 a Vincy, prop de Cambrai, i finalment el 718 a Néry (Oise) i a Soissons. Ragenfrid fou apartat decisivament del poder i va fugir a Angers; tanmateix, no es va rendir encara. Quan París i la Vall del Loira foren ocupades i Eudes abandonava a Khilperic, al qual Carles finalment va acceptar (sota el seu polze) el 719, Ragenfrid llavors es va entregar (720) i fou privat del seu càrrec, deixant-li només les seves terres a l'Anjou.
En 724, els neustris es van rebel·lar dirigits per Ragenfrid, però foren derrotats fàcilment. Ragenfrid va deixar els seus fills com a ostatges a canvi de conservar el seu comtat. Va morir el 731.